# Намсан (станция метро, Пусан)
«Намсан» (кор. 남산) — подземная станция Пусанского метро на Первой линии.
Она представлена двумя боковыми платформами. Станция обслуживается Пусанской транспортной корпорацией. Расположена в квартале Намсан-дон административного района Кымджон-гу города-метрополии Пусан (Республика Корея). На станции установлены платформенные раздвижные двери.
Станция была открыта 19 июля 1985 года.
Рядом с станцией расположены:
- Пусанский университет иностранных языков
- Брльница Чхимне
- Городское кладбище Ённак